# 旗山天后宮
旗山天后宮，是位於臺灣高雄市旗山區的廟宇，主祀天上聖母，是旗山地區的信仰中心，為二殿二廂的格局，於2000年5月31日公告為高雄縣縣定古蹟，2010年五都改制後，改為直轄市定古蹟。在天后宮出現之前，蕃薯藔庄的公廟為福德祠，天后宮興建後，取代福德祠成為蕃薯藔街的信仰中心，為此並將原立於福德祠的「奉憲嚴禁羅漢腳惡習碑記」重刻一座立於天后宮:80。該廟前方之廟埕曾為羅漢門巡檢衙門所在地，日治時期為市集，當時曾在今平和街設公設市場以分散人潮，二次大戰後曾設有「新生市場」，現已拆除。

## 沿革
旗山天后宮位於清代臺灣縣羅漢外門里的蕃薯藔街，在天后宮建立之前，當地最主要的廟宇為福德祠，而最初的「蕃薯藔庄」則在福德祠南邊一帶:52。而後約在乾隆三十二年到四十四年（1767年－1779年）之間，福德祠對岸道路已發展成商街:51，使得聚落中心北移，嘉慶十五年（1810年）羅漢門巡檢移駐蕃薯藔街增設下隘門後，福德祠與原蕃薯藔庄舊聚落在下隘門與溪溝的隔阻下被邊緣化:52。
嘉慶十年（1805年），臺灣縣知縣薛志亮倡建天后宮，其動機可能是受到當時海盜蔡牽活動的影響，欲以宗教力量穩住民心，另外還可能再進一步希望旗山天后宮能消融族群與階層對立，更能如內埔六堆天后宮在重要時刻成為社會動員的基地:67。但隔年（1806年）蔡牽事件即告平息，薛志亮於嘉慶十二年（1807年）亦調職，不久病逝，天后宮的興建募款也隨之鬆懈:67。
嘉慶二十一年（1816年），在吳廷棟、李大模、陳其祿先後三位巡檢與蕃薯藔街眾商號捐款下:67，歷經多年的募款終於完成並開始動工:62，於道光四年（1824年）完工落成。而在「興建天后宮碑志」中，顯示有一半的經費都是來自蕃薯藔街眾商號（共25家），一般民眾與祭祀公業（共50多名）則佔了近四成:69，道光二十四年（1844年）重修而立的「重修天后宮碑記」則顯示商家出資比例已上升到八成，一般民眾則剩不到一成，李文環之著作即據興修經費以在地商家為主的現象推論旗山天后宮的信仰僅及於清代蕃薯藔街一帶:68。
日治時期，旗山仕紳陳啟雲曾借用天后宮東廂於昭和二年（1927年）成立悟真社以教育宣傳本土語言文化，並建有惜字亭，直到二次大戰後因功能漸失而停辦，惜字亭則變成金爐。二次大戰後，1951年成立的旗山集樂平劇研究社則借用天后宮西廂為北管練習場，東廂則為南管鳳吟聲南樂社練習場，農曆每月初一、十五北管、南管會輪流在三川殿與正殿間的天井演奏，直到1970年代研究社才搬離天后宮。
而在整修方面，二次大戰之後旗山天后宮便於1946年進行整修，木料購自福建福州，經海運至屏東東港後再運到旗山，並聘「草賢師」施作三川殿龍虎堵泥塑與屋頂的剪黏。1964年再次整修以因應隔年媽祖聖誕，並聘柯丁添、周義雄等人雕刻正殿神龕花罩與網目。1975年整修，由吳振華承作三川殿、正殿與護龍的剪黏。1985年旗山鎮公所拆於警民協會蓋於1951年的「新生市場」後，廟方於廟埕前建牌樓，由潘岳雄承作彩繪。2008年再次整修，於2011年10月完工，2012年3月29日安座。
2016年2月6日，高雄美濃地震造成牌樓裝飾震碎、掉落。

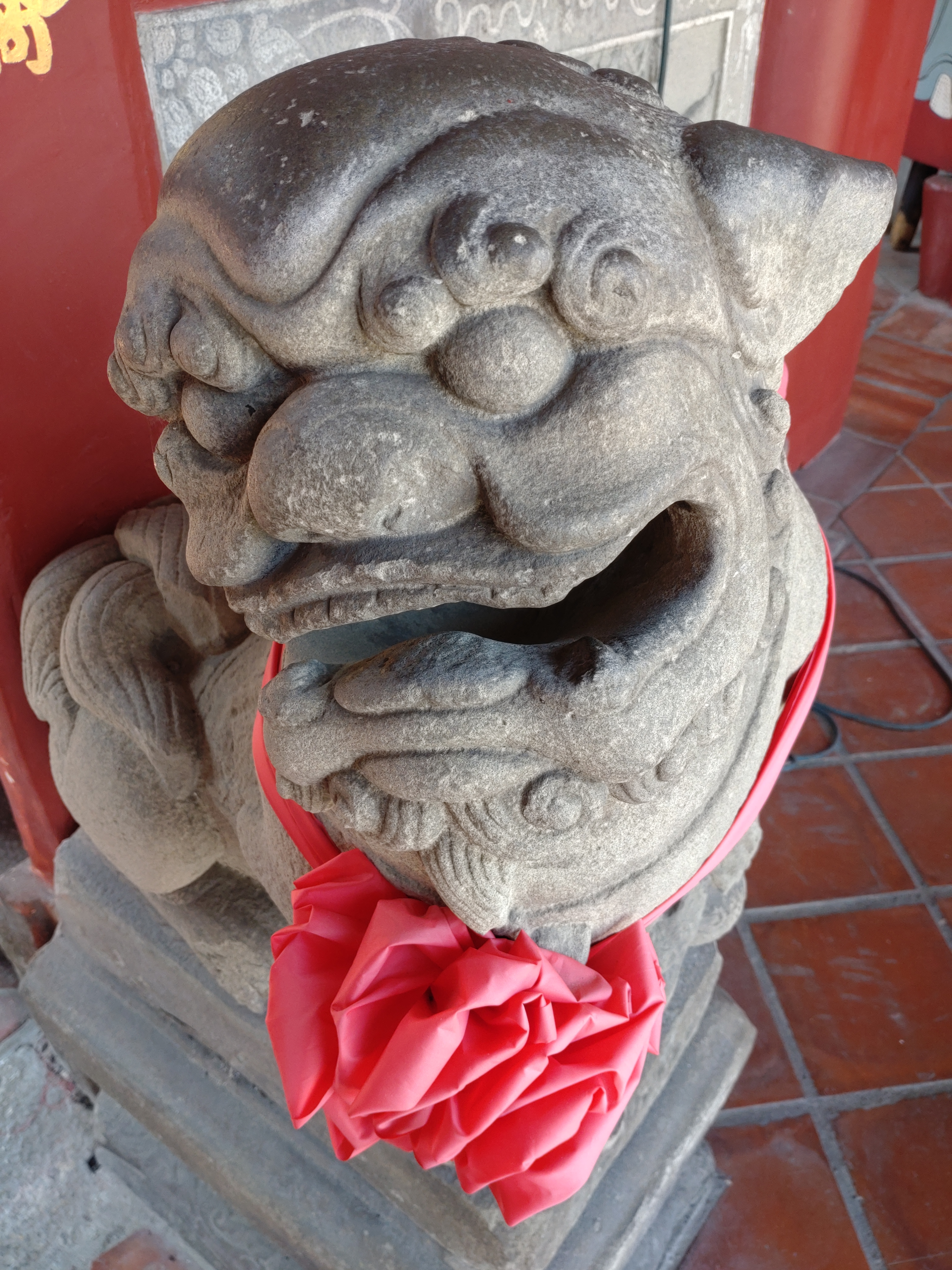
石獅

## 外部連結
- 旗山天后宮全球資訊網 （页面存档备份，存于） （繁體中文）
- 旗山天后宮官方粉絲的Facebook專頁 （繁體中文）
- 大陸湄州媽祖祖廟 Archive.today的存檔，存档日期2012-11-27